# Terrence O'Hara
Terrence O'Hara (25 de dezembro de 1945 — 5 de dezembro de 2022) foi um ator, diretor e produtor de televisão estadunidense conhecido por seus trabalhos em Smallville, CSI: Crime Scene Investigation e Voyagers!.

## Filmografia

### Diretor
- Grimm
- Dollhouse (2010)
- NCIS: Los Angeles (2009–present)
- The Unit (2009)
- Sons of Anarchy (2008)
- CSI: Crime Scene Investigation (2006)
- NCIS: Naval Criminal Investigative Service (2003–present)
- Angel (2002–2004)
- The Shield (2003 & 2008)
- Smallville (2001)

### Ator
- Ryan's Hope (1978)
- Mrs. Columbo (1979)
- The Greatest American Hero (1982)
- Voyagers! (1982)